# Vigrestad
Vigrestad ist eine Ortschaft in der norwegischen Kommune Hå in der Provinz (Fylke) Rogaland. Der Ort hat 2149 Einwohner (Stand: 1. Januar 2024).

## Geografie
Vigrestad ist ein sogenannter Tettsted, also eine Ansiedlung, die für statistische Zwecke als eine städtische Siedlung gewertet wird. Der Ort liegt in Südwestnorwegen, allerdings nicht direkt an der Küste, sondern etwas im Landesinneren. Einige Kilometer nördlich von Vigrestad befinden sich der Ort Varhaug und weiter südlich Brusand. Beide Ortschaften gehören ebenfalls zur Kommune Hå.

## Geschichte
Etwas nördlich von Vigrestad befinden sich das Gräberfeld von Kvassheim mit mehreren Hügelgräbern aus der Eisen- und Wikingerzeit.

## Wirtschaft und Infrastruktur

### Wirtschaft
Die Industrie ist für den Ort von größerer Bedeutung. Angesiedelt sind unter anderem Unternehmen der Lebensmittelindustrie sowie holzverarbeitende Betriebe.

### Verkehr
Durch den Ort führt die Bahnlinie der Sørlandsbanen. Der Bahnhof in Vigrestad wurde 1878 eröffnet, als die Bahnlinie Jærbanen fertiggestellt wurde. Der Bahnhof ist rund 50 Schienenkilometer von der weiter nördlich gelegenen Stadt Stavanger entfernt. In den Ort führen mehrere Straßen. Von Vigrestad zum weiter westlich an der Küste verlaufenden Fylkesvei 44 führen der Fylkesvei 4332 in südwestlicher und der Fylkesvei 4334 in nordwestlicher Richtung. Der Fylkesvei 4334 verläuft von Vigrestad weiter in den Südosten. Der Fylkesvei 4338 führt von Vigrestad in den Norden nach Varhaug.

## Name
Der Ortsname endet auf die in vielen norwegischen Ortsnamen vorkommende Endung -stad. Der Bedeutung des ersten Namensbestandteils ist nicht sicher geklärt. Eine Möglichkeit ist eine Ableitung von einem Flussnamen, dessen Name sich wiederum vom altnordischen Wort vigr (deutsch Speer) abgeleitet haben soll. Eine andere Möglichkeit ist der Ursprung im altnordischen Wort vík.